# Островье
Островье (укр. Острів'я) — село в Шацкой поселковой общине Ковельского района Волынской области Украины.
До 2020 года входило в Шацкий район.
Код КОАТУУ — 0725783904. Население по переписи 2001 года составляет 525 человек. Почтовый индекс — 44011. Телефонный код — 3355. Занимает площадь 0,49 км².